# Mangora fortuna
Mangora fortuna är en spindelart som beskrevs av Levi 2005. Mangora fortuna ingår i släktet Mangora och familjen hjulspindlar. Inga underarter finns listade i Catalogue of Life.